# Agrotis saharae
Agrotis saharae är en fjärilsart som beskrevs av Rudolf Pinker 1974. Agrotis saharae ingår i släktet Agrotis och familjen nattflyn. Inga underarter finns listade i Catalogue of Life.